# Aniñón
Aniñón è un comune spagnolo di 855 abitanti situato nella comunità autonoma dell'Aragona.